# ماري جونسون (كاتبة)
ماري جونسون (بالإنجليزية: Mary Johnson)‏ هي راهبة وكاتِبة أمريكية، ولدت في 1958 في آن آربر في الولايات المتحدة.

## وصلات خارجية
- الموقع الرسمي